# Dicliptera fera
Dicliptera fera är en akantusväxtart som först beskrevs av Charles Baron Clarke, och fick sitt nu gällande namn av Saravanam Karthikeyan och Moorthy. Dicliptera fera ingår i släktet Dicliptera och familjen akantusväxter. Inga underarter finns listade i Catalogue of Life.